# Robert Lundström
Robert Mikael Lundström (Sundsvall, 1º novembre 1989) è un calciatore svedese, difensore dell'Ariana FC.

## Carriera

### Club

#### GIF Sundsvall
Lundström ha esordito per la prima volta in Superettan con il GIF Sundsvall il 20 aprile 2009, quando ha sostituito l'infortunato terzino destro Billy Berntsson. Dopo una prima buona stagione, all'inizio della Superettan 2010 si è fratturato il piede ed è rimasto fuori poco più di due mesi. La sua parentesi iniziale nella prima squadra dei "Giffarna" è durata 6 anni e mezzo, durante i quali il club ha conquistato due promozioni in Allsvenskan (al termine dei campionati 2011 e 2014) e una retrocessione in Superettan (2012).

#### Vålerenga
Il 20 luglio 2015, i norvegesi del Vålerenga hanno annunciato sul proprio sito internet che Lundström aveva firmato un contratto triennale con il club, con l'accordo che sarebbe stato valido a partire dal 1º gennaio 2016. Il 23 luglio, le due società hanno trovato un accordo affinché Lundström potesse trasferirsi al Vålerenga a partire dal 4 agosto 2015.

#### AIK
Prima dell'inizio della stagione 2018, Lundström ha firmato un contratto triennale con l'AIK. Si tratta del secondo terzino passato dal Vålerenga all'AIK nel giro di pochi mesi, dopo l'ingaggio del connazionale Rasmus Lindkvist. All'esordio in campionato con la nuova maglia, ha segnato il primo gol stagionale dell'AIK nell'Allsvenskan 2018 contro il Dalkurd. Il 22 aprile 2018, durante il match vinto contro l'IFK Göteborg valido per la quinta giornata, si è infortunato gravemente al legamento crociato del ginocchio sinistro ed è stato costretto a chiudere con largo anticipo una stagione comunque culminata con la conquista del titolo nazionale da parte dell'AIK.
Il suo rientro ufficiale dal grave infortunio è avvenuto più di 14 mesi dopo, quando il 30 giugno 2019 è subentrato negli ultimi minuti del match pareggiato contro il Malmö FF. Nell'arco di quella stagione ha collezionato 13 presenze in campionato, seguite dalle 15 presenze nel campionato successivo, durante il quale però ha giocato titolare solo in cinque occasioni. Il suo contratto in scadenza non è stato rinnovato dalla dirigenza dell'AIK.

#### Ritorno al GIF Sundsvall
L'8 febbraio 2021 è stato ufficializzato il suo ritorno al GIF Sundsvall dopo cinque anni e mezzo. Rispetto alla sua precedente parentesi in biancoblù, la squadra nel frattempo era scesa in Superettan. Durante la stagione 2021 ha contribuito alla promozione in Allsvenskan con 20 presenze, di cui 17 da titolare. Nell'Allsvenskan 2022 è stato titolare in 25 occasioni su 26 presenze totali, tuttavia il club non è riuscito ad evitare il ritorno in seconda serie. Nella Superettan 2023 ha invece collezionato 27 presenze, tutte da titolare.
Dopo alcuni colloqui con il GIF Sundsvall per cercare un rinnovo contrattuale con una futura carriera professionistica abbinata al calcio, il giocatore e la società non sono riusciti a trovare un accordo. Ha così lasciato il club a parametro zero e, nel marzo 2024 prima dell'inizio del campionato, si unito per due anni all'Ariana FC, formazione militante nel campionato di Ettan ovvero la terza serie nazionale.

## Palmarès

### Club

#### Competizioni nazionali
- Campionato svedese: 1

AIK: 2018